# شرویتس کورنر (مریلند)
شرویتس کورنر (به انگلیسی: Shervettes Corner) یک منطقهٔ مسکونی در ایالات متحده آمریکا است که در مریلند واقع شده‌است.